# Oborniki Śląskie
Oborniki Śląskie (udtale: [ɔbɔrˈɲikʲi ˈɕlɔ̃skʲɛ] tysk: Obernigk) er en by i den nordøstlige del af Voivodskabet Nedre Schlesien i det sydvestlige Polen. Byen har 9.101(2021) indbyggere og et areal på 14,46 km². Den er en del af powiatet (amt) Trzebnica. Den har været ferie- og kurby siden 1830'erne.
Byen ligger cirka 12 km vest for Trzebnica, og 22 km nordvest for den regionale hovedstad Wrocław, og er er en del af Wrocław storbyområde.

## Historie
De tidligste kendte menneskelige spor i dette område er Kurganer fra stenalderen eller ældre bronzealders Lausitzkulturen der er blevet fundet i nærheden, såvel som artefakter såsom mesolitiske flintværktøjer og neolitiske økser.
Området blev en del af den nye polske stat under Mieszko 1. af Polen i det 10. århundrede.
Cisterciensere boede engang i nærheden af byen, som var baseret på Magdeburg-rettigheder, selvom den faktisk ikke havde status som en by. I begyndelsen af det 14. århundrede blev byen overført fra biskopperne af Wrocław til hertug Konrad 1. af Oleśnica.
Sammen med resten af Schlesien kom Oborniki under Kongeriget Bøhmen, en del af Det Hellige Romerske Rige, i Senmiddelalderen. Regionen blev arvet af Habsburg-monarkiet i Østrig i 1526 og overtaget af Kongeriget Preussen i 1742 under Schlesiske krige. Det blev administreret i den preussiske provins Schlesien som Obernigk.